# Réserve biologique intégrale du Haut-Chéran
Ne doit pas être confondu avec Réserve biologique dirigée du Haut-Chéran.
La réserve biologique intégrale du Haut-Chéran est une aire protégée de France ayant le statut de réserve biologique intégrale. Elle se trouve dans la partie orientale du massif des Bauges, couvrant l'ubac du mont Pécloz, de son sommet aux berges du Chéran. Elle mesure 166,77 hectares de superficie sur la commune d'École en Savoie.